# Marcel Broodthaers
Marcel Broodthaers (* 28. Januar 1924 in Saint-Gilles/Sint-Gillis, Brüssel; † 28. Januar 1976 in Köln) war ein belgischer Künstler.

## Leben und Werk
Broodthaers lernte nach eigener Aussage als junger Autor und Poet Ende des Zweiten Weltkriegs René Magritte kennen und fand Anschluss an die Gruppe der belgischen Surrealisten (Groupe Surréaliste révolutionaire). 1945 trat Broodthaers mit ersten Gedichten an die Öffentlichkeit, die in der Tradition von Symbolismus und Surrealismus standen. 1947 unterzeichnete er das von Surrealisten verfasste Manifest „Pas de quartiers dans la révolution“; 1949–51 beteiligt er sich an dem Kunstprojekt Vendredi: une correspondance surréaliste. 1957 erschien ein Gedichtband. Im selben Jahr entstand sein erster Film, „La Clef de l’Horloge – Un poème cinématographique en l’honneur de Kurt Schwitters“. Broodthaers arbeitete bis in die frühen 1960er Jahre als Autor von Gedichten und Essays u. a. in Paris, die von den ästhetischen Positionen Rimbauds und Mallarmés kommend diese aktualisieren und weiterdenken. Parallel findet er Kontakt zu Vertretern des „Nouveau Réalisme“, geht allerdings auch diesen gegenüber eigene Wege.
1964 entschied er sich, Künstler zu sein und machte seine erste Ausstellung mit Objekten aus Muscheln und Eierschalen. Berühmt ist seine Geste, Bände seines Gedichtbandes „Pense Bête“ 1964 in eine Skulptur zu verwandeln, indem er sie mit Gips umhüllte und derart unlesbar machte. Für Marcel Broodthaers waren unter anderem auch der Museumsbetrieb, der Kunstmarkt und zeitgenössische Kunsttheorien Gegenstand seiner künstlerischen Arbeit. Gleichzeitig hinterfragte er in Weiterentwicklung der Arbeit seines Landsmannes René Magritte die Widersprüche zwischen Wort und Bild, überschritt aber früh die Grenzen der Malerei, indem er Installationen, Skulpturen, Künstlerbücher, Fotografien und Filme schuf. In Ausarbeitung seiner Infragestellung der gesellschaftlichen Rolle des Museums gründete er 1968 in seiner Brüsseler Wohnung ein „Museum für Moderne Kunst“ und widmete diesem in Form verschiedener Museumssektionen eine Reihe großer Installationen. Derart schuf er vielfältige sowohl kritisch reflektierte als auch poetisch komplexe Werke. So findet zum Beispiel Magrittes berühmtes Bild „Dies ist keine Pfeife“ („Ceci n’est pas une pipe“) eine institutionskritische Umkehrung in dem humorvollen Diktum „Dies ist kein Kunstwerk“ (1972), das in einer seiner Installationen jedes einzelne Objekt bezeichnet. Broodthaers’ Werk gilt in vieler Hinsicht als wegweisend für die Entwicklung der Bildenden Kunst in den 1980er und 1990er Jahren. Er hat Maßstäbe gesetzt für eine Kunst, die ihre institutionellen und ökonomischen Bezüge reflektiert und den Anspruch souveräner Eigenständigkeit von Kunst hinterfragt und immer wieder neu definiert. Marcel Broodthaers: „Il resterait alors à savoir si l’art existe ailleurs que sur un plan négatif.“ („Es bleibt noch zu wissen, ob Kunst anders als negativ existiert.“)
Marcel Broodthaers ließ sich 1970 in Düsseldorf nieder, zog nach London und nach einem DAAD-Aufenthalt in Berlin schließlich nach Köln, wo er 1976 verstarb.

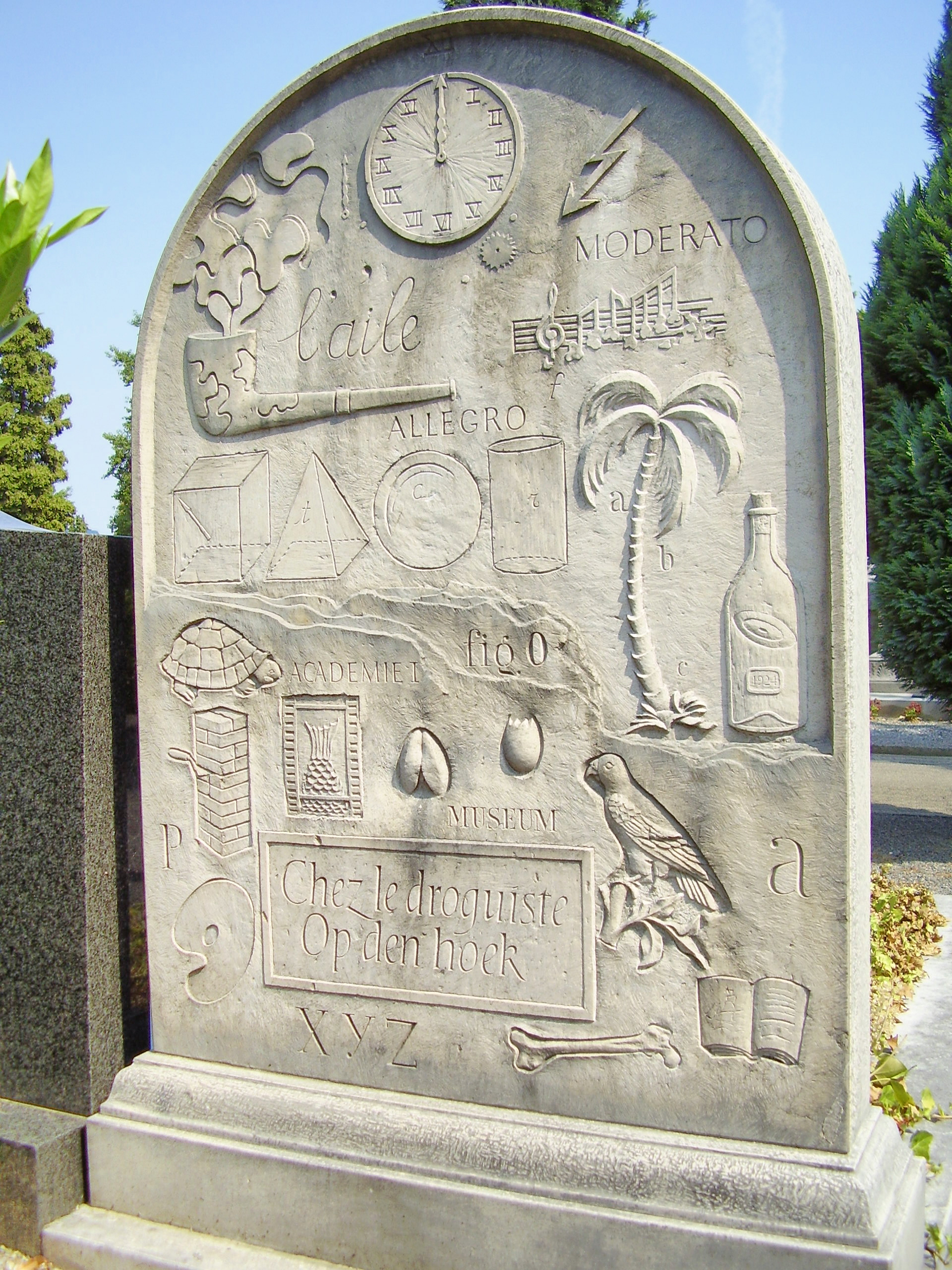
Broodthaers Grab auf dem Friedhof Ixelles, Brüssel

Das Fridericianum widmete ihm zum 60. Geburtstag der documenta im Jahre 2015 eine Retrospektive.

## Fondation Marcel Broodthaers
2015 wurde in Elsene unter der Leitung seiner Witwe Maria Gilissen-Broodthaers die Fondation Marcel Broodthaers eröffnet.
1975 legte Broodthaers testamentarisch fest:

« Ma femme, née Maria Gilissen, est seule habilitée pour s’occuper des séquelles de mon activité artistique – voire à en refaire un tout avec l’aide d’amateurs éclairés. Elle est seule habilitée pour déclarer que telle œuvre est vraie ou fausse. En pleine conscience de mes moyens, Berlin le 22 janvier 1975.
Marcel Broodthaers »

„Meine Frau, geborene Maria Gilissen, ist die einzige, die sich um die Hinterlassenschaften meiner künstlerischen Tätigkeit kümmern kann - oder sogar mit Hilfe von aufgeklärten Amateuren ein neues Werk schaffen kann. Sie allein ist befugt, zu erklären, dass ein bestimmtes Werk echt oder falsch ist. Bei vollem Bewusstsein meiner Mittel, Berlin, 22. Januar 1975. Marcel Broodthaers“

## Werke (Auswahl)
- 1957: La Clef de l’Horloge – Un poème cinématographique en l'honneur de Kurt Schwitters, Film
- 1968 bis 1972: Musée d’Art Moderne, Département des Aigles

## Publikationen/Künstlerbücher (Auswahl)
- 1957 Mon Livre d’Orgre
- 1961 La bête noire
- 1960 Minuit: poème
- 1964 Pense-Bête
- 1966 Moules oeufs frites pots charbon perroquets
- 1967 Le Courbeau et le Renard.
- 1967–1973 Amuser ou Le plus beau tableau du monde.[4]
- 1969 Vingt ans après
- 1969 Un coup de dés jamais n’abolira le hasard
- 1972 Plan vert. La porte est ouverte
- 1972 MTL 18/5/72 – 17/6/72 (Tractatus logico-catalogicus ou l’art de vendre)
- 1973 Jeter du Poisson sur le Marché de Cologne
- 1973 Charles Baudelaire. Je hais le mouvement qui déplace les lignes
- 1974 C'était comme une semaine de bonté
- 1974 Magie: art et politique
- 1974 A Voyage on the North Sea
- 1975 En lisant la Lorelei
- 1975 La conquête de l’espace. Atlas à l’usages des artistes et des militaires

## Ausstellungen (Auswahl)
- 1964 Galerie Saint Laurent, Brüssel
- 1966 Galerie Wide White Space, Antwerpen (Kat.)
- 1967 Palais des Beaux-Arts de Bruxelles, Brüssel (Kat.)
- 1968 Galerie Wide White Space, Antwerpen
- 1968 Galerie Rudolf Zwirner, Köln
- 1968 Musée d’Art Moderne, Departement des Aigles, Brüssel
- 1968 Librairie Saint-Germain des Prés, Paris
- 1970 Kunsthalle Düsseldorf
- 1970 Galerie MTL, Brüssel (Kat.)
- 1971 Musée d’Art Moderne, Département des Aigles, Section Cinéma, Burgplatz 12, Düsseldorf
- 1971 Städtisches Museum, Mönchengladbach (Kat.)
- 1972 Kunsthalle Düsseldorf
- 1972 Wide White Space Gallery, Antwerpen
- 1972 documenta 5, Kassel (Kat.)
- 1972 Amsterdam-Paris-Düsseldorf, Solomon R. Guggenheim Museum, New York (Kat.)
- 1974 Palais des Beaux-Arts, Brüssel (Kat.)
- 1974 Kunstmuseum Basel (Kat.)
- 1975 Neue Nationalgalerie, Berlin (Kat.)
- 1975 L’Angelus de Daumier, Centre national d’art contemporain, Hôtel Rothschild, Paris (Kat.)
- 1975 No Photographs Allowed, Museum of Modern Art, Oxford (Kat.)

## Ausstellungen postum (Auswahl)
- 1977 documenta 6, Kassel
- 1980 Tate Gallery, London (Kat.)
- 1980 Wallraf-Richartz-Museum/Museum Ludwig, Köln (Kat.)
- 1981 Museum Boymans-van Beuningen, Rotterdam (Kat.)
- 1982 Kunsthalle Bern, Bern (Kat.)
- 1982 Moderna Museet, Stockholm (Kat.)
- 1982 documenta 7, Kassel (Kat.)
- 1984 L’Entrée de l’exposition, Galerie Michael Werner, Köln (Kat.)
- 1984 Von hier aus – Zwei Monate neue deutsche Kunst in Düsseldorf
- 1989 Walker Art Center, Minneapolis; The Museum of Contemporary Art, Los Angeles; Carnegie Museum of Art, Pittsburgh (Kat.)
- 1989 The Complete Plaques, Mary Boone Gallery, New York
- 1991 Galerie nationale du Jeu de Paume, Paris; Museo Nacional Centro de Arte Reina Sofía, Madrid (Kat.)
- 1991 Centre genevois de gravure contemporaine, Genf (Kat.)
- 1992 Van Abbemuseum, Eindhoven (Kat.)
- 1995 Marcel Broodhaers: Musée d’Art Moderne, Département des Aigles, Section Publicité, Marian Goodman Gallery, New York (Kat.)
- 1997–1998 Marcel Broodthaers: Cinéma, Fundació Antoni Tapies; Centro Galego de Arte Contemporánea, Santiago de Compostela; Kunsthalle Düsseldorf; Hamburger Bahnhof, Berlin (Kat.)
- 1997 Documenta X, Kassel (Kat.)
- 2001 Palais des Beaux-Arts, Brüssel
- 2003 Marcel Broodthaers. Po(li)etique, Kunsthalle Wien (Kat.)
- 2010 Weniger ist mehr. Bilder Objekte, Konzepte aus Sammlung und Archiv von Herman und Nicole Daled 1966-1978, Gruppenausstellung, Haus der Kunst, München (Katalog mit Texten von Benjamin H.D. Buchloh und Birgit Pelze)
- 2012 First Avenue: One-Way Street, Gruppenausstellung, Museu Serralves, Porto
- 2013 Artists’ Film Club: Marcel Broodthaers, Institute of Contemporary Arts, London
- 2014 Moules, Oeufs, Frites…, The Ridder, A House for Contemporary Art, Maastricht
- 2015 Marcel Broodthaers, Fridericianum, Kassel
- 2017 Marcel Broodthaers. Eine Retrospektive, K21, Düsseldorf
- 2022 Marcel Broodthaers – Poesie industriali, MASI Lugano

## Belege
1. ↑  Marcel Broodthaers: Die verborgene Kluft zwischen Kunst und Bedeutung, Rezension im Deutschlandradio Kultur vom 17. Juli 2015 zur Ausstellung vom 17. Juli bis 11. Oktober 2015 im Fridericianum
2. ↑  Fondation Marcel Broodthaers. In: b2bhint.com. Abgerufen am 18. Juli 2022.
3. ↑  Missions de la Fondation. In: Fondation de Marcel Broodthaers
4. ↑  So hässlich wie möglich. In: Frankfurter Allgemeine Zeitung. 30. August 2016, S. 12.

| Personendaten    | Personendaten                     |
| ---------------- | --------------------------------- |
| NAME             | Broodthaers, Marcel               |
| KURZBESCHREIBUNG | belgischer Künstler               |
| GEBURTSDATUM     | 28. Januar 1924                   |
| GEBURTSORT       | Saint-Gilles/Sint-Gillis, Brüssel |
| STERBEDATUM      | 28. Januar 1976                   |
| STERBEORT        | Köln                              |